# Cyclooctadiène
Pour les articles homonymes, voir COD.

Cycloocta-1,5-diène

Un cyclooctadiène (souvent désigné sous le sigle COD) est un diène cyclique de formule C8H12. Si on ne parle que des dérivés cis, il n'existe que quatre isomères possibles : l'isomère 1,2 (qui est un allène), l'isomère 1,3, l'isomère 1,4 et l'isomère 1,5. Les plus courants sont le cycloocta-1,3-diène et surtout le cycloocta-1,5-diène, utilisé comme ligand pour les métaux de transition.